# Diego Molina Fariña
Diego Ignacio Molina Fariña es un futbolista argentino; comunitario (Italiano). Proveniente de Zona Sur de la Provincia de Buenos Aires, partido de Almirante Brown, en la Localidad de Glew. Su posición en el campo de juego es la de volante ofensivo. Actualmente es jugador del Sacachispas Fútbol Club, formó parte del seleccionado argentino sub-18 y sparring de la copa América 2011. En lo que va del torneo de la B metropolitana se convirtió en Titular indiscutido para el DT, teniendo una regularidad todos los partidos y demostrando un gran nivel, es el encargado de las pelotas paradas y en generar juego.

## Trayectoria
Fariña, se formó en las Inferiores de Banfield, realizando todo el proceso hasta que el 12 de diciembre de 2011 debutó en Primera División de la mano de Ricardo La Volpe, en un partido en el que el Banfield perdió en Santa Fe y por goleada ante Colón por 4 a 1. Molina fue reemplazado en el minuto 12 del segundo tiempo.
El Último partido que disputó con la camiseta de Banfield, fue el 13 de mayo de 2013, frente a Independiente Rivadavia de Mendoza, y con resultado final de 3 a 1 a favor de Banfield.
Sin demasiada continuidad, Molina Fariña fue dado de baja por Banfield en agosto de 2013. Desde ese entonces, se supo que continuó ligado al fútbol participando de ligas amateurs, como la Liga Vascogermana Kleve F.C. , que se juega en Burzaco, de donde es oriundo. 
El 8 de julio de 2014, llegó a Platense para afrontar una nueva temporada en la Primera B metropolitana. Debe decirse que el entrenador, Sebastián Méndez, conoce al jugador por haberlo dirigido en Banfield.Con el "Gallego" como DT Molina Fariña juego solo dos partidos en Platense (titular ante Italiano e ingreso desde el banco vs San Carlos). Ante el alejamiento del DT, el volante fue separado del plantel. Sin embargo, en el 2015 (sin lugar en el Primera) tuvo un buen momento en Reserva (fue el goleador del equipo) y por eso se ganó la oportunidad de ir al banco en el primer equipo que era dirigido por Pedro Bocca.
Durante el 2017 luego de rescindir en Club Atlético Platense, pasó al Club Atlético Fénix donde jugó hasta junio de 2018.
Luego de su paso por Club Atlético Fénix, donde tuvo buenos rendimientos paso a Sacachispas Fútbol Club club donde se encuentra actualmente y va sumando minutos para lograr que el club logre los objetivos del semestre.

## Selección nacional
Fue Seleccionado Nacional Sub-20 en la época en la que la mayor de las categorías juveniles de la Argentina fuese dirigida por Walter Perazzo.
Llegó a formar parte del combinado que fue utilizado como “sparring” por la selección mayor durante la Copa América del 2011, realizada en la Argentina.

## Clubes
| Club                    | País      | Año           |
| ----------------------- | --------- | ------------- |
| Banfield                | Argentina | 2011 - 2013   |
| Platense                | Argentina | 2014 - 2017   |
| Club Atlético Fénix     | Argentina | 2017 - 2018   |
| Sacachispas Fútbol Club | Argentina | 2018 - Actual |